# Ceratophyllidia
Ceratophyllidia is een geslacht van weekdieren uit de klasse van de Gastropoda (slakken).

## Soorten
- Ceratophyllidia africana Eliot, 1903
- Ceratophyllidia papilligera (Bergh, 1890)